# モービル (ブランド)
モービル （Mobil） は、エクソンモービルおよびその関連会社によって使用される商標名、そしてその前身の会社のひとつ。

## 日本におけるモービル
日本では、戦前から戦後にかけて旧スタンダード・ヴァキューム石油会社が運営したブランドであり、更に同社解体後はモービル石油、エクソンモービル日本法人、EMGマーケティング、東燃ゼネラル石油を経て、2017年4月時点ではJXTGエネルギー（現：ENEOS）が運営するブランドのひとつとなっていた。JXTGエネルギーは旧・ジャパンエナジーを吸収合併後、同社のJOMOブランドを新日本石油が社名変更する前の日石三菱時代に発足したENEOSブランドに一本化した経緯があるが、旧・東燃ゼネラルの他のブランドであるゼネラルやエッソを含め、今後はどれかひとつに統合するとしていた。その後、2017年9月5日、傘下のエッソ・モービル・ゼネラルをENEOSへ統一すると発表。2019年7月にENEOSへのブランド統一を完了した。なお、サービスステーション取扱の自動車用オイルに関してはENEOSブランドと共にモービルブランド（2016年12月にEMGルブリカンツ合同会社として分社化）も販売を継続していたが、2022年3月31日を以てEMGルブリカンツとのモービル潤滑油製品の国内販売契約満了に伴いENEOSサービスステーションでの取り扱いは終了した。その後はエクソンモービル・ジャパン合同会社の販売により主にカー用品店において取り扱われている。
また、エッソ石油との統合まで概ねエッソの1.5倍の店舗数を有していたが、統合後の新規出店や既存店のリニューアルオープンはエッソブランドでの出店であったため、2017年7月時点で1004店舗でありエッソの6割程度となっていた。

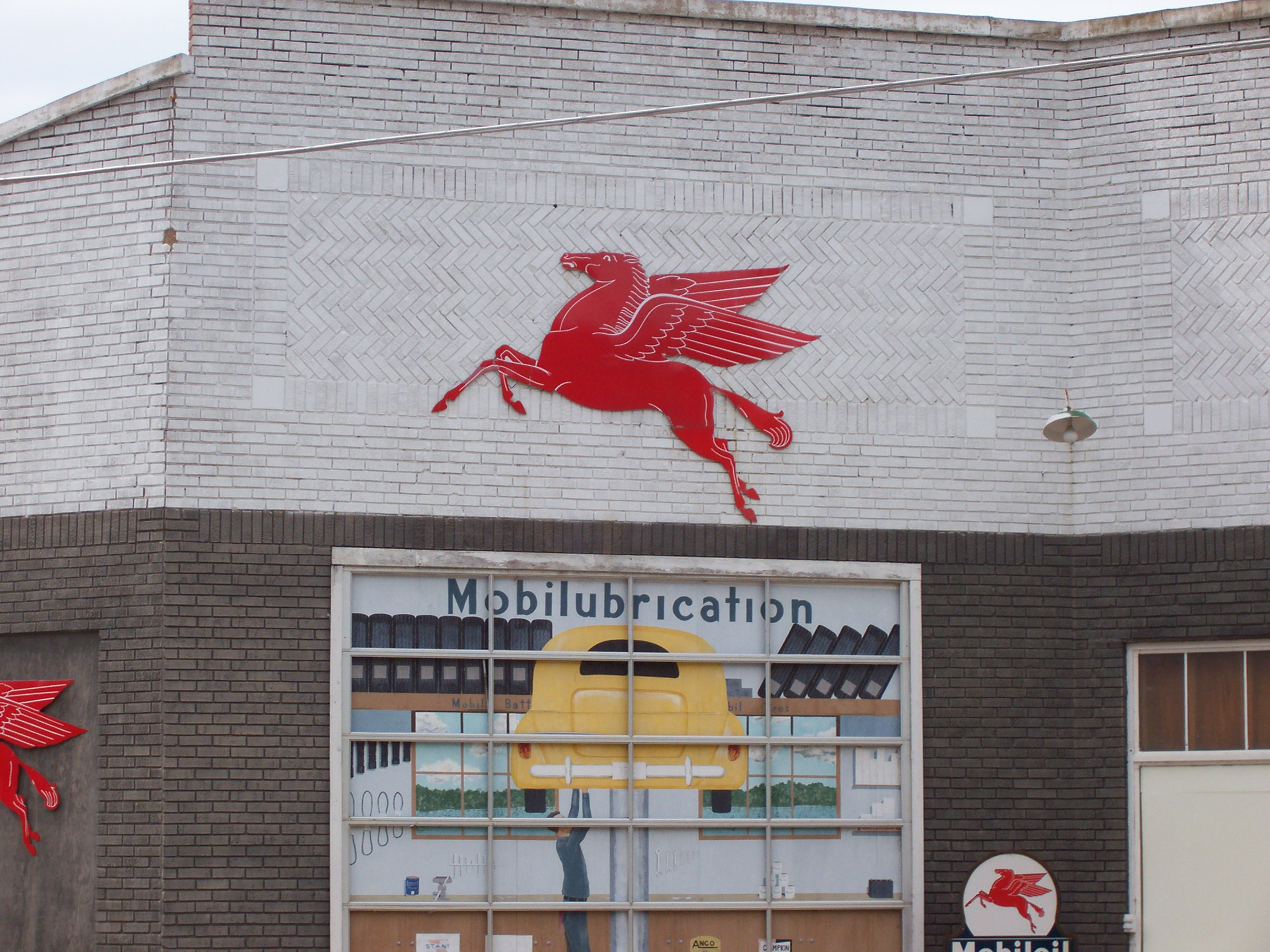
モービルペガサス（アメリカ）
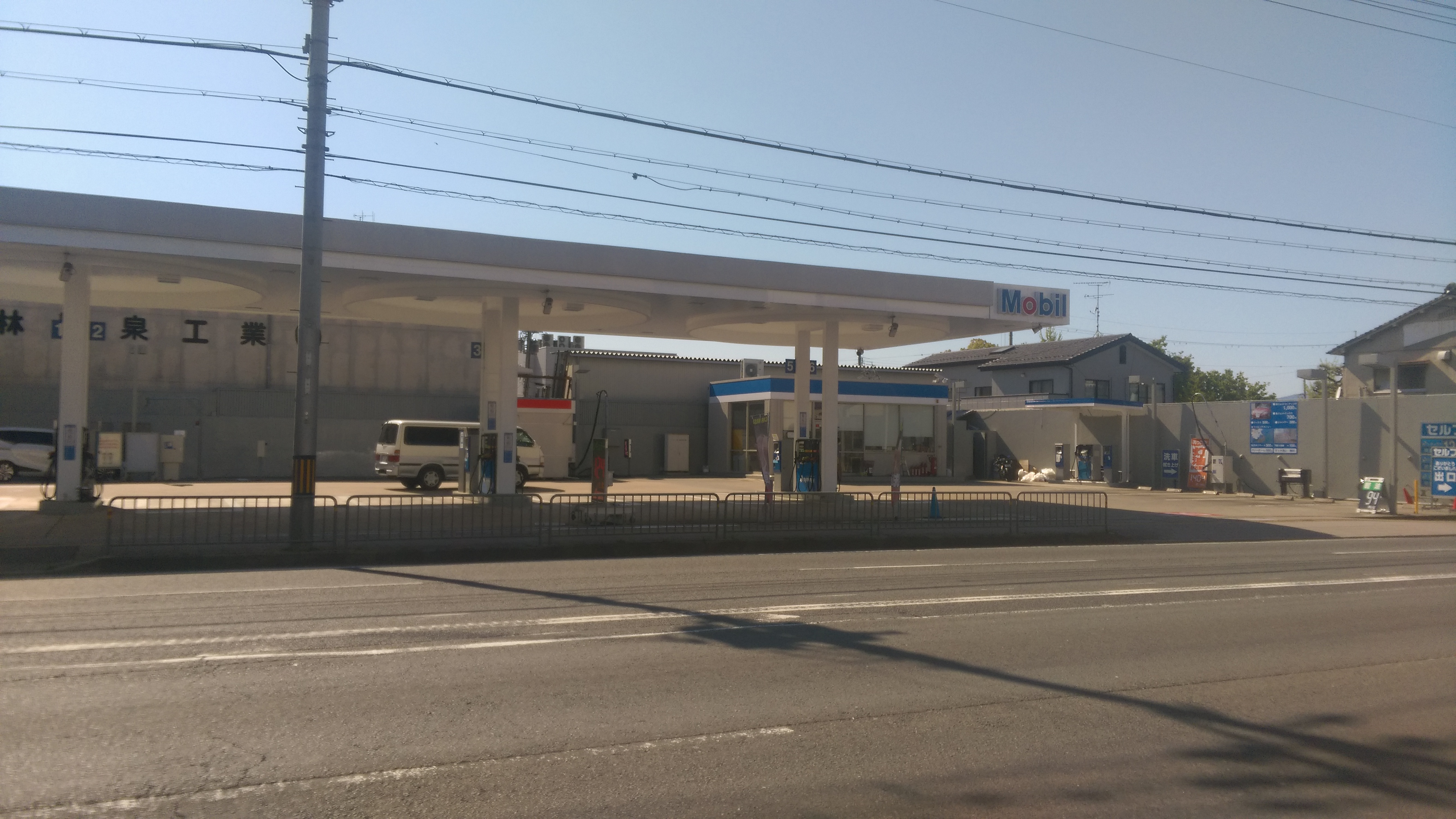
2000年代頃に展開されている店舗（京都市）